# Museo Van Loon

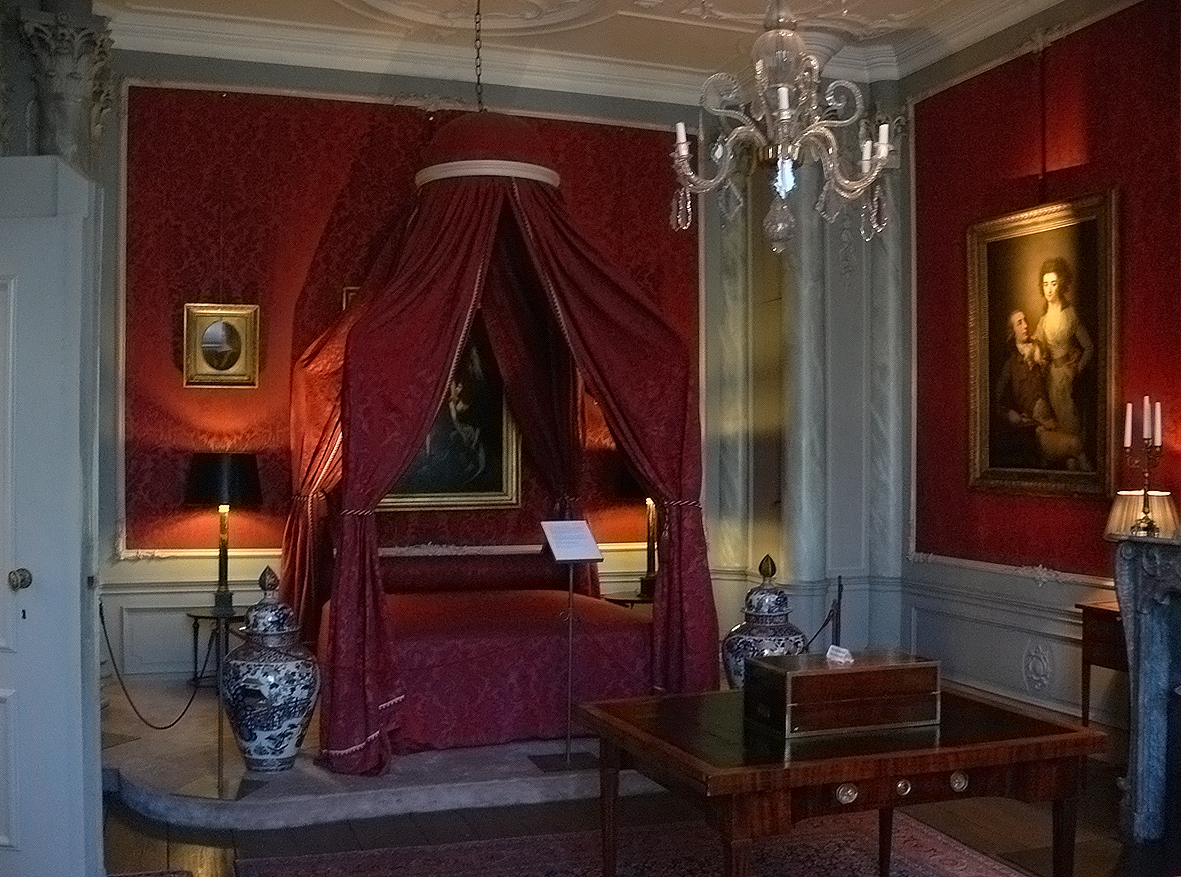
Una sala al primo piano

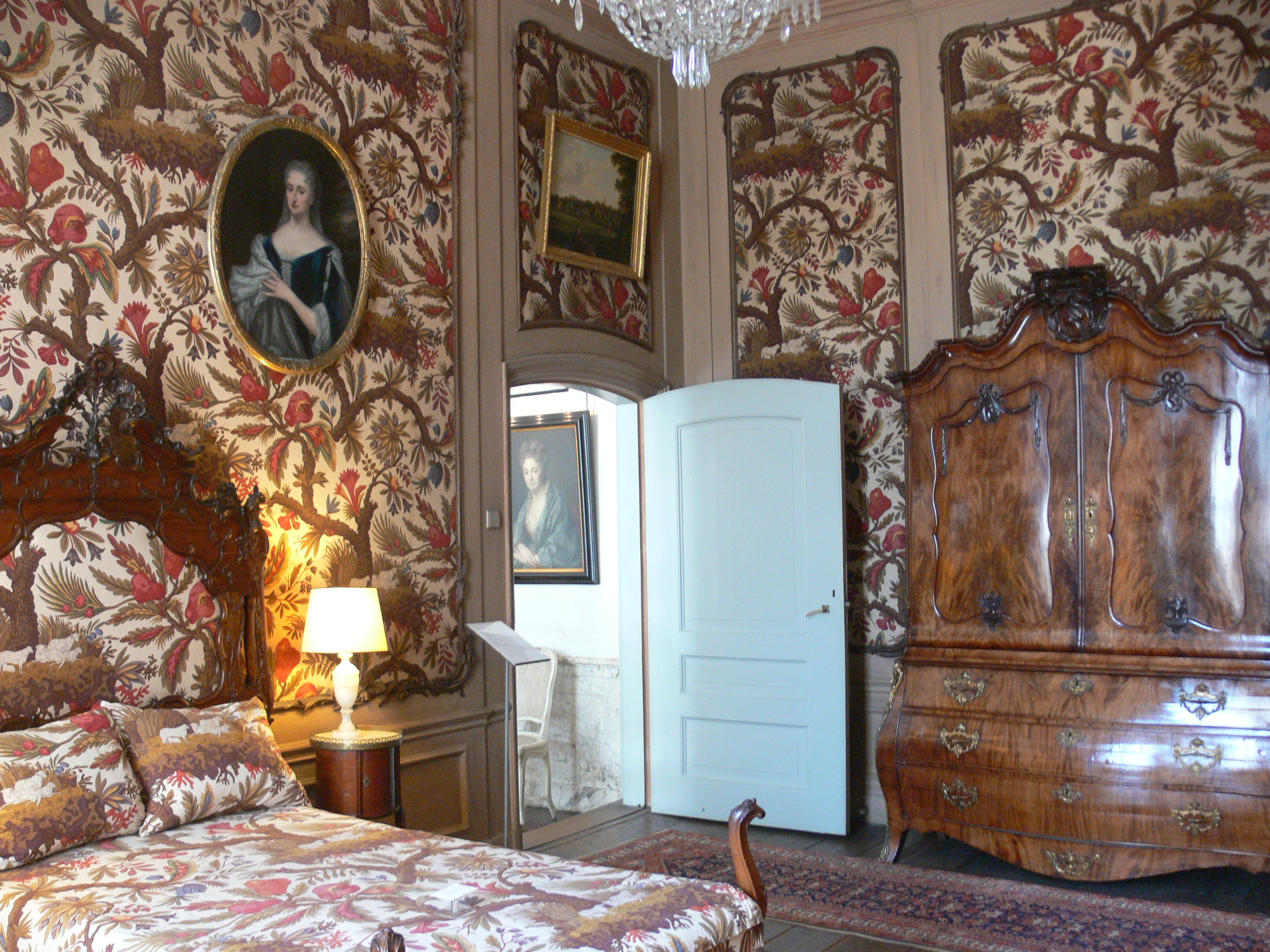
Altra sala al primo piano

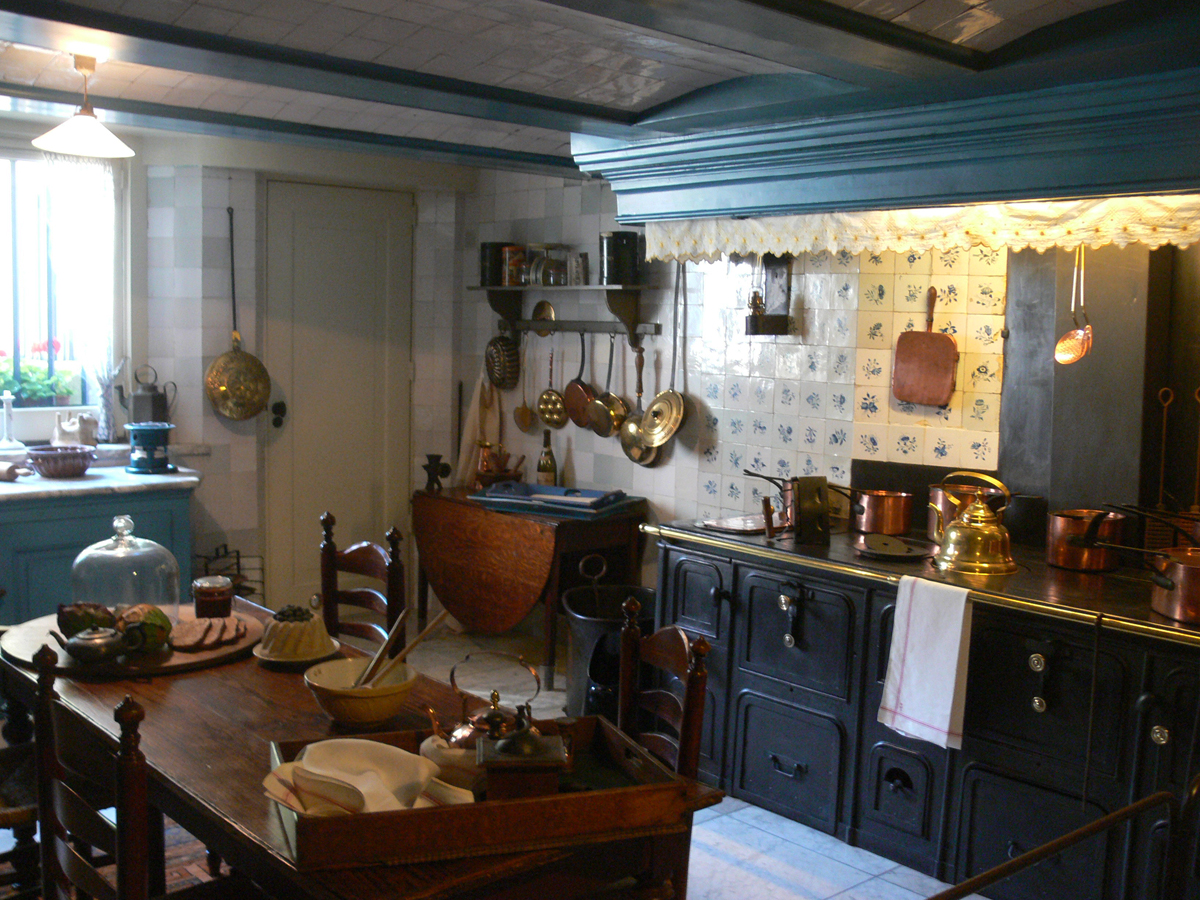
La cucina

Il Museo Van Loon (in olandese: Museum Van Loon) è una casa-museo di Amsterdam, ubicata in un'abitazione patrizia del XVII secolo, situata al nr. 672 di Keizersgracht ed appartenute un tempo alla potente famiglia di commercianti dei Van Loon.

## Descrizione
Il Museo Van Loon si trova nella cerchia dei canali orientale, nelle vicinanze dell'Amstelkerk.
Il museo offre uno spaccato di vita di una ricca famiglia di Amsterdam del XVII-XIX secolo: gli interni sono abbelliti con mobili eleganti, ritratti di famiglia, sculture, ceramiche (tra cui le celebri ceramiche di Delft) e stucchi che celebrano il giardinaggio e la musica. Tra i dipinti, figurano i cosiddetti  witjes, quadri illusionistici creati da Jacob de Wit (da cui il nome), e il dipinto Le quattro età della vita e i cinque sensi di J. Molenaar.
Tra le sale di interesse, vi è la cosiddetta "Sala dipinta", le cui pareti sono ricoperte da una tela che raffigura un paesaggio italiano immaginario, con rovine e navi.
Negli interni, vi si trova inoltre una balaustra di uno scalone su cui sono incise le iniziali di due abitanti della casa, Abraham van Hagen e sua moglie Caterina Elisabbeta Trip
L'edificio è circondato da un giardino in stile classico, che ospita anche una rimessa per carrozze.

## Storia
L'edificio che ospita il museo risale al 1671 o 1672 e fu realizzato su progetto del celebre architetto Adriaan Dortsman, che realizzò due case gemelle simmetriche"/> per Jeremias van Raey, un ricco fiammingo che commerciava in ferro e armamenti.
Van Raey fece aggiungere alla balaustra del tetto di uno dei due edifici statue raffiguranti Marte, Minerva, Vulcano e Cerere, che simboleggiavano i prodotti che venivano prevalentemente commercializzati dai fiamminghi, ovvero armi, ferro e cereali. ed affittò uno dei due edifici al pittore Ferdinand Bol, allievo di Rembrandt. Van Raey fece aggiungere alla balaustra del tetto statue raffiguranti Marte, Minerva, Vulcano e Cerere, che simboleggiavano i prodotti che venivano prevalentemente commercializzati dai fiamminghi, ovvero armi, ferro e cereali.
Van Raey cadde in dissesto finanziario nove anni dopo.
Nel 1752, si trasferirono in una delle due case il Dottor Abraham van Hagen e sua moglie Caterina Elisabbeta Trip e l'edificio fu ridecorato.
Nel 1884, l'edificio al nr. 672 fu acquistato come dono di nozze per il figlio da Jonkheer van Loon, discendente di uno dei fondatori della Compagnia delle Indie Orientali.
|  |

Nel 1963, iniziò un ampio lavoro di restauro dell'edificio, che durò fino al 1974, anno in cui fu inaugurato il museo.